# صموئيل هاردمان سميث
صموئيل هاردمان سميث هو فلاح كندي، ولد في 22 يوليو 1868، وتوفي في 21 فبراير 1956 في إدمونتون في كندا.